# یواس‌اس جینو (سی‌ال-۵۲)
یواس‌اس جینو (سی‌ال-۵۲) (به انگلیسی: USS Juneau (CL-52)) یک ناوشکن بود که طول آن ۵۴۱ فوت ۶ اینچ (۱۶۵٫۰۵ متر) بود. این ناوشکن در سال ۱۹۴۱ ساخته شد.